# Georg Schild
Georg Schild (* 12. Juli 1961 in Herne) ist ein deutscher Historiker und Professor für Nordamerikanische Geschichte an der Universität Tübingen.

## Leben
Georg Schild studierte Neuere Geschichte an der Freien Universität Berlin und der University of Maryland, wo er 1993 zum Ph.D. promovierte. Von 1994 bis 2003 war er als wissenschaftlicher Mitarbeiter und Lehrbeauftragter an der Universität Bonn tätig, wo er sich 2001 habilitierte. Seit 2004 lehrt er als Professor und Nachfolger von Udo Sautter Nordamerikanische Geschichte an der Universität Tübingen.

## Schriften (Auswahl)
- Between ideology and Realpolititik. Woodrow Wilson and the Russian Revolution, 1917–1921 (= Contributions to the study of world history. Bd. 51). Greenwood Press, Westford, Conn. 1995, ISBN 0-313-29570-0.
- Bretton Woods and Dumbarton Oaks. American economic and political postwar planning in the summer of 1944. St. Martin’s Press, New York 1995, ISBN 0-312-12216-0.
- John F. Kennedy. Mensch und Mythos (= Persönlichkeit und Geschichte. Bd. 152/153). Muster-Schmidt, Göttingen 1997, ISBN 3-7881-0148-2 (2. Aufl. 2006).
- Die bedrohte Supermacht. Die Außen- und Sicherheitspolitik der USA nach dem Ende des Kalten Krieges. Leske + Budrich, Opladen 2002, ISBN 3-8100-3590-4.
- Zwischen Freiheit des Einzelnen und Wohlfahrtsstaat. Amerikanische Sozialpolitik im 20. Jahrhundert. Schöningh, Paderborn 2003, ISBN 3-506-77905-2 (Habilitationsschrift Universität Bonn).
- (Mithrsg.): Kriegserfahrungen. Krieg und Gesellschaft in der Neuzeit. Neue Horizonte der Forschung (= Krieg in der Geschichte. Bd. 55). Schöningh, Paderborn 2009, ISBN 978-3-506-76798-1.
- Abraham Lincoln. Eine politische Biographie. Schöningh, Paderborn 2009, ISBN 978-3-506-76748-6.
- (Hrsg.): The American experience of war (= Krieg in der Geschichte. Bd. 51). Schöningh, Paderborn 2010, ISBN 978-3-506-76711-0.
- mit Anton Schindling (Hrsg.): Politische Morde in der Geschichte. Von der Antike bis zur Gegenwart. Schöningh, Paderborn 2012, ISBN 978-3-506-77416-3.
- 1983. Das gefährlichste Jahr des Kalten Krieges. Schöningh, Paderborn 2013, ISBN 978-3-506-77658-7.
- Gettysburg 1863. Lees gescheiterte Invasion. Schöningh, Paderborn 2017, ISBN 978-3-506-78246-5.
- mit Jan Eckel (Hrsg.): 1968 – Verdichtung des Wandels und globaler Moment. Tübinger Vorlesungen. Mohr Siebeck, Tübingen 2019, ISBN 978-3-16-157520-4.
- (Mithrsg.): Länderbericht USA (= Schriftenreihe / Bundeszentrale für Politische Bildung. Bd. 10700). Bonn 2021, ISBN 978-3-7425-0700-6.